# Председник Владе Мађарске
Председник Владе Мађарске (мађ. Magyarország miniszterelnöke) је шеф владе Мађарске. Тренутни председник владе Мађарске је Виктор Орбан.

## Списак председника владе треће републике (1989—)
| Слика | Име           | Од                  | До                  | Странка                           |
| ----- | ------------- | ------------------- | ------------------- | --------------------------------- |
|       | Миклош Немет  | 23. октобра 1989.   | 23. маја 1990.      | МСЗМП                             |
|       | Јожеф Антал   | 23. маја 1990.      | 12. децембра 1993.  | МДФ                               |
|       | Петер Борош   | 12. децембра 1993.  | 15. јула 1994.      | МДФ                               |
|       | Ђула Хорн     | 15. јула 1994.      | 8. јула 1998.       | МЗСП                              |
|       | Виктор Орбан  | 8. јула 1998.       | 27. маја 2002.      | Фидес                             |
|       | Петер Међеши  | 27. маја 2002.      | 29. септембра 2004. | Независни (уз подршку МСЗП-СЗДСЗ) |
|       | Ференц Ђурчањ | 29. септембра 2004. | 14. априла 2009.    | МСЗП                              |
|       | Гордон Бајнаи | 14. априла 2009.    | 29. маја 2010.      | Независни (уз подршку МСЗП-СЗДСЗ) |
|       | Виктор Орбан  | 29. маја 2010.      |                     | Фидес                             |